# Thomas Eagleton Courthouse
La Thomas Eagleton Courthouse est un gratte-ciel de style post-moderne de 170 mètres de hauteur construit à Saint-Louis en 2000. En 2024 c'était l'un des deux plus hauts gratte-ciel du monde consacrés aux affaires judiciaires et le troisième plus haut immeuble de l'agglomération de Saint-Louis. L'immeuble a été nommé du nom du sénateur Thomas Eagleton et a coûté 186 millions de $.
Son concepteur est le cabinet d'architecture Hellmuth, Obata & Kassabaum basé à Saint-Louis et qui est l'un des plus importants du monde.
La construction de l'immeuble a été particulièrement longue, elle a duré 6 ans de 1994 à 2000.
La surface de plancher de l'immeuble est de 96 398 m2.
Il s'agit d'un très rare exemple d'architecture post-moderne inspiré du néoclassique réalisé au XXIe siècle avec une structure en 3 parties et des colonnades.